# Aviron Bay
Aviron Bay är en vik i Kanada.   Den ligger i provinsen Newfoundland och Labrador, i den östra delen av landet, 1 500 km öster om huvudstaden Ottawa.
Trakten runt Aviron Bay består i huvudsak av gräsmarker.